# Jules Verne ATV
El Jules Verne, o Automated Transfer Vehicle 001 ('ATV-001') és un vehicle de transferència automatitzat espacial europeu de reabastiment que té el nom de l'autor de llibres de ciència-ficció francès Jules Verne. La nau espacial es va enlairar el dia 9 de març de 2008 en una missió per proveir l'Estació Espacial Internacional (ISS) de combustible, aigua, aire i altres càrregues diverses. Jules Verne també serà usada per remuntar l'estació a una òrbita més alta.
Atès que és el primer Automated Transfer Vehicle (ATV, en anglès), la nau necessitarà 3 setmanes de proves abans de començar les sèries de passejos espacials amb la ISS. Està previst que s'uneixin el dia 3 d'abril de 2008. Després d'estar fins a sis mesos unida a l'estació, la Jules Verne se separarà i perdrà alçada fins a fer una reentrada destructiva per sobre de l'oceà Pacífic.

## Programa de desenvolupament
Vegeu Automated Transfer Vehicle.

## Enlairament
Jules Verne es va enlairar cap a una òrbita baixa de la terra en el coet portador Ariane 5ES. Va sortir de la pista ELA-3, al Port Espacial Europeu de Kourou, a la Guaiana Francesa, a les 04.03.04 UTC el 9 de març de 2008, després de diversos endarreriments. La nau es va separar del coet portador 1 hora 6 minuts i 41 segons després d'enlairar-se, moment en què els sistemes de navegació es van activar. Dos dies més tard, el dia 11 de març, els 4 principals motors de l'ATV es van encendre per primer cop, marcant l'inici de moltes voltes orbitals d'acostament. A bord de la nau espacial hi viatgen dos manuscrits originals de Verne, els quals seran lliurats a la tripulació de l'Estació Espacial Internacional.

## Missions ATV
| Designació | Nom              | Data Llançament      | Data Acoblament ISS  | Data Reentrada         | Notes                    |
| ---------- | ---------------- | -------------------- | -------------------- | ---------------------- | ------------------------ |
| ATV-001    | Jules Verne      | 9 de març de 2008    | 3 d'abril de 2008    | 29 de setembre de 2008 | [ 3 ] [ 4 ]              |
| ATV-002    | Johannes Kepler  | 16 de febrer de 2011 | 24 de febrer de 2011 | 21 de juny de 2011     | [ 5 ] [ 6 ]              |
| ATV-003    | Edoardo Amaldi   | 23 de març de 2012   | 28 de març de 2012   | 4 d'octubre de 2012    | [ 7 ] [ 8 ] [ 9 ] [ 10 ] |
| ATV-004    | Albert Einstein  | 5 de juny de 2013    | 15 de juny de 2013   | 28 d'octubre 2013      | [ 11 ]                   |
| ATV-005    | Georges Lemaître | 29 de juliol de 2014 | 12 d'agost de 2014   | 15 de febrer de 2015   | [ 12 ] [ 13 ]            |
|            |                  |                      |                      |                        |                          |